# Acropsilus brevitalus
Acropsilus brevitalus är en tvåvingeart som först beskrevs av Octave Parent 1937.  Acropsilus brevitalus ingår i släktet Acropsilus och familjen styltflugor. Inga underarter finns listade i Catalogue of Life.